# Hydropsyche tenuis
Hydropsyche tenuis là một loài Trichoptera trong họ Hydropsychidae. Chúng phân bố ở miền Cổ bắc.